# Venkovská usedlost čp. 52 (Dolní Věstonice)
Venkovská usedlost čp. 52 (původně čp. 151)  v Dolních Věstonicích, známá též jako Habánský dům, je původně renesanční, později přestavovaná patrová usedlost s podloubím ze 17. století. V roce 1988 byla usedlost zapsána do seznamu chráněných kulturních památek.

## Historie
Tento v jádru renesanční dům s mohutným vstupním portikem městského charakteru byl zbudován v 17. století, v 18. století byl po rozsáhlém požáru dostavěn. Na základě dlouhodobě velmi špatného technického stavu byl objekt roku 1950 obezděn z důvodu postupného hroucení kleneb a jednoho z podpěrných sloupů z pískovce. Do roku 1989 se v podobném stavu ocitlo i průčelí objektu, podlahy i střecha. Když částí objektu začala prorůstat vegetace, hrozilo jeho zřícení. V roce 1995 byla investorem provedena rozsáhlá rekonstrukce celého objektu, došlo k jeho očištění na holé torzo, původní hliněné zdivo nahrazeno pálenými tvárnicemi a pískovcové sloupy umělým kamenem. Celý objekt byl posléze za dohledu pracovníků památkové péče znovu vybudován s maximálním zachováním původních konstrukcí a celkového hmotového řešení objektu. Portikus je po rekonstrukci členěn podloubím neseným třemi sloupky s hladkým dříkem s entasí a oble profilovanou patkou i hlavicí. Dříve zbouraný segmentově klenutý vjezd, byl při generální opravě v roce 1995 znovu postaven. Objekt je v soukromém vlastnictví a slouží jako ubytovací zařízení s kavárnou.

## Architektura
Jedná se o částečně podsklepenou venkovskou usedlost úhlového půdorysu s mohutným arkádovým portikem. Kolmo na portik pak navazuje ustupující přízemní křídlo s klenutým hlavním vjezdem. Ve fasádě tohoto křídla se nacházejí dvě pravoúhlá dvojitá okna. Klenutý vjezd byl zbourán a znovu postaven při generální opravě v roce 1995. Portikus, členěný podloubím, je nese třemi sloupy s hladkým dříkem a zaobleně profilovanou patkou i hlavicí. Nároží portiku jsou bosována, v patře lze nalézt pravoúhlá okna v šambráně, lichoběžníkový štít s podlomením a valbičkou je prolomen jedním pravoúhlým oknem. Boční fasády portiku jsou prolomeny každá po jednom pravoúhlém okně v patře. Hospodářské křídlo s arkádovým náspím bylo zbudování během generální opravy v roce 1995 jako replika toho původního. Střecha domu je sedlová, interiér řešen jako dvoutraktový, v přízemí se nacházejí křížové klenby.